# Projecção de Newman
Uma projecção de Newman é um desenho que ajuda a visualizar a estrutura tridimensional de uma molécula química. Consiste em visualizar a estrutura ao longo da ligação que une os dois átomos de carbono e a projeta no plano, o que o torna muito útil para visualizar a estereoquímica dos alcanos. Uma projeção de Newman visualiza a conformação de uma ligação química da frente para trás, com o átomo da frente representado pela interseção de três linhas (um ponto) e o átomo de trás como um círculo. O átomo da frente é designado por proximal, enquanto o átomo da parte de trás é designado por distal. Este tipo de representação ilustra claramente o ângulo diédrico específico entre os átomos proximais e distais.
Esta projeção tem o nome do químico norte-americano Melvin Spencer Newman, que a introduziu em 1952 como uma substituição parcial das Projeções Fischer, que são incapazes de representar adequadamente as conformações e, portanto, os confórmeros. Este estilo de diagrama é uma alternativa à projecção de cavalete, que vê uma ligação carbono-carbono através  de um ângulo oblíquo, ou no estilo de uma cunha e traço, como a projeção de Natta. Estes outros estilos podem indicar as ligações e a estereoquímica, mas não tanto os detalhes conformacionais.
As projecções de Newman podem também ser utilizadas para estudar moléculas cíclicas, como a conformação de cadeira do ciclohexano:
|                                |                    |              |
| Estrutura de linhas de ligação | Projeção de Newman | Estrutura 3D |

Devido à rotação livre em torno de ligações simples, existem múltiplas conformações para uma única molécula. Podem ser desenhadas até seis conformações diferentes para uma determinada ligação química. Cada conformação é desenhada pela rotação de 60° do átomo proximal ou distal. Destas seis conformações, três estarão na conformação escalonada, enquanto a outra estará na conformação eclipsada. Estas seis conformações podem ser representadas num diagrama de energia relativa.

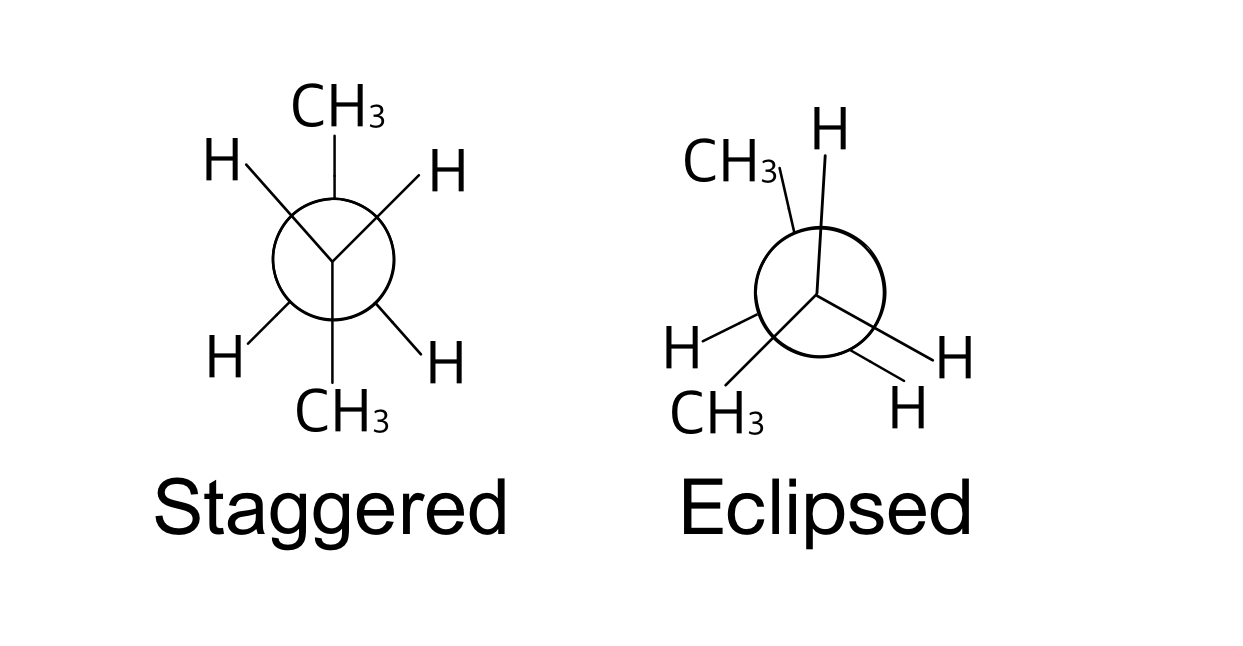
Molécula de butano representada na projecção Staggered-Eclipsed Newman sob uma ligação carbono-carbono.

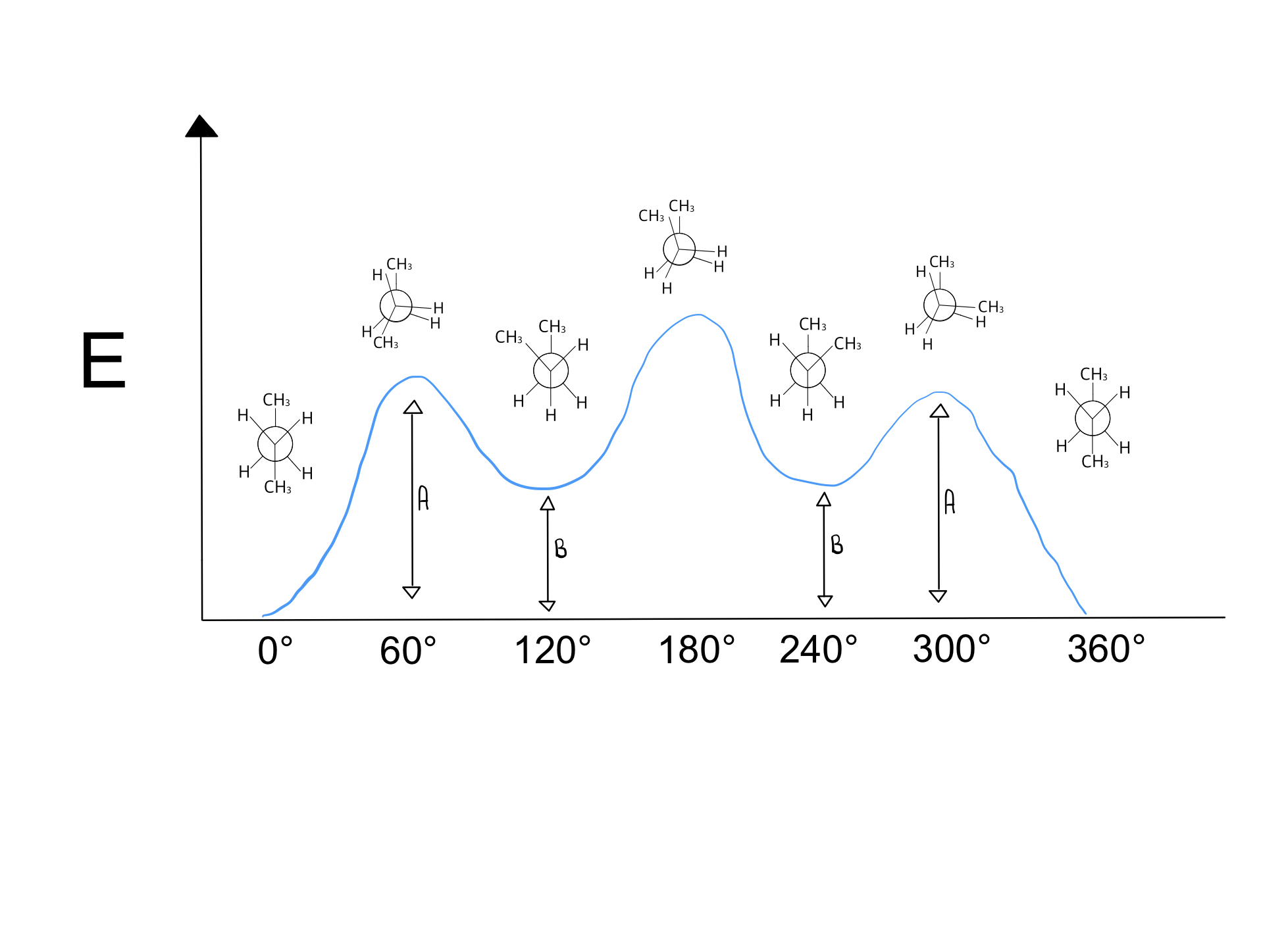
Molécula de butano e todas as suas possíveis conformações de Newman representadas num diagrama de energia relativa. O diagrama tem em conta conformações escalonadas e eclipsadas, bem como desajeitadas e anti-interações.

Uma projeção escalonada parece ter as espécies químicas circundantes equidistantes. Este tipo de conformação tende a experimentar interações anti e gauche. As anti-interacções referem-se a moléculas (geralmente do mesmo tipo) localizadas em posições exactamente opostas de 180° na projecção de Newman. As interacções Gauche referem-se a moléculas (também geralmente do mesmo tipo) que se situam a 60° uma da outra numa projecção de Newman. As anti-interações experimentam menos tensão estérica do que as interações gauche, mas ambas sofrem menos tensão estérica do que a conformação eclipsada. 
Uma projeção eclipsada parece ter as espécies químicas circundantes quase umas sobre as outras. Na verdade, estas espécies estão alinhadas umas com as outras, mas são desenhadas ligeiramente escalonadas para ajudar a moldar a projeção no papel. Estes tipos de conformações são geralmente de maior energia devido ao aumento da tensão de ligação. No entanto, esta tensão pode ser um pouco mais baixa se um hidrogénio for eclipsado numa espécie maior, em vez de duas espécies de grande porte serem ofuscadas uma pela outra.